# Droit de la distribution bancaire
 (mai 2013).
Si vous disposez d'ouvrages ou d'articles de référence ou si vous connaissez des sites web de qualité traitant du thème abordé ici, merci de compléter l'article en donnant les références utiles à sa vérifiabilité et en les liant à la section « Notes et références ».
Le droit de la distribution bancaire est une spécialité consacrée au cadre juridique et réglementaire de la commercialisation des produits ou des services bancaires constitue une branche du droit bancaire, lui-même branche du droit des affaires.

## Historique
Consacré depuis le 15 janvier 2013, sous la pression de la nécessité de mieux protéger les consommateurs, notamment, de services financiers, le droit de la distribution bancaire accompagne la forte transformation des canaux de vente bancaire.
Autrefois seulement limités à la banque, avec leurs agences délocalisant les offres à l'intérieur des différents territoires, ces canaux de commercialisation (ou de distribution) présentent désormais un éventail étoffé : agences, intermédiaires bancaires  (qui sont soit  des courtier en crédits , soit des mandataires, indépendants, franchisés, en réseaux), ou encore, sites internet. Ces trois principaux vecteurs se combinent autour des instruments de contact (téléphones, ordinateurs, courrier, automates) pour former des circuits de vente multiples.
Parallèlement, les offres bancaires s'étoffent et se regroupent. Alors que les services financiers furent longtemps séparés et affectés à des distributeurs spécialisés, chaque distributeur peut désormais proposer l'ensemble de ces services : crédits, paiements, réception des fonds du public, épargne, fonds d'investissement, assurances-vie, assurances, par exemple.
Pendant longtemps, l'intermédiation au sens financier et bancaire était confondue avec l'intermédiation commerciale. Désormais, les deux fonctions bancaires sont nettement distinctes et l'intermédiation commerciale, c'est-à-dire la vente aux clients, est ouverte à différentes formes de concurrence, qui concernent l'ensemble des services financiers.
Dans ce contexte, au sens strict, la distribution bancaire désigne la commercialisation des opérations de banque auprès des clients (particuliers, professionnels, entreprises) Ces opérations de banque sont définies (art. L. 311-1 du code monétaire et financier) comme : les crédits, les paiements, la réception des fonds du public.
Peu à peu, depuis le milieu des années 1980, époque d'une vague de libéralisation des services financiers, se sont développés, dans la loi comme en jurisprudence, des principes spécifiques à la commercialisation des opérations de banque, notamment, des crédits.
Le développement d'internet favorise les échanges pré-contractuels, puis les ventes, à distance. L'essor des intermédiaires bancaires, depuis une dizaine d'années, a diversifié cette distribution. Depuis le 15 janvier 2013, une Réglementation spécifique aux ventes et à l'exercice de la profession d'intermédiaire en opérations de banque et en services de paiement (IOBSP) s'est installée .
À compter du 1er octobre 2014, le prêt entre particuliers, forme dynamique de la vente de crédits, se mettra en place, avec l'instauration du statut d'intermédiaire en financement participatif.
Pour autant, la protection des consommateurs est incomplète : elle n'est pas identique selon que la vente bancaire a lieu dans une agence bancaire ou bien chez un intermédiaire en opérations de banque et en services de paiement. Une situation qui pourrait évoluer.
De fait, les deux autres cadres juridiques de commercialisation des produits financiers (épargne, assurance-vie et fonds d'investissement, tels que les OPCVM) ou d'assurance présentent des principes qui sont identiques à ceux désormais en vigueur pour le droit de la distribution bancaire.

## Principes
Le cadre juridique de la distribution bancaire recouvre les trois opérations mentionnées : crédits, réception des fonds du public et moyen de paiement.
Le plus diversifié est certainement celui des crédits : crédit immobilier, crédit à la consommation, regroupement de crédits sont autant d'expressions de ce dynamisme. C'est également ce champ qui fait l'objet de la plus grande diversité de distributeurs.
Les principes directeurs de cette matière se retrouvent, principalement, dans le code monétaire et financier ainsi que dans le code de la consommation.
Les établissements de crédit sont ceux qui effectuent « à titre habituel » des opérations de banque (article L. 511-1 du code monétaire et financier). Par ces termes, il faut entendre « qui produisent » ou qui « fournissent » ces opérations. Ce principe fait l'objet d'un agrément et d'un contrôle strict de la part des autorités de supervision, notamment, de l'Autorité de contrôle prudentiel et de résolution ou ACPR. Il s'agit de la « production » des opérations ; en revanche, leur commercialisation peut emprunter différentes voies. 
La production nécessite un agrément. Elle permet automatiquement la commercialisation. La commercialisation indépendante nécessite une immatriculation.
Outre la définition des opérations bancaires, le premier de ces deux codes présentent des articles spécifiques aux intermédiaires bancaires : articles R. 519-1 et R. 519-4 du code monétaire et financier. Ces IOBSP sont soumis à des conditions particulières d'accès à la profession, puis d'exercice de celle-ci. En particulier, ils doivent être immatriculés sur le Registre des intermédiaires tenu par l'ORIAS, détenir une compétence professionnelle attestée et souscrire une assurance de responsabilité professionnelle .

## Les risques transmis à la clientèle bancaire
Les risques des opérations bancaires pèsent principalement sur l'établissement de crédit, qu'il s'agisse du risque de défaut, en matière de crédits, ou opérationnels ou de fraudes, en matière de paiements.
Pour autant, l'expérience a montré que ces risques se transmettait aux clients, notamment emprunteurs. Et que leur qualité de clients leur conférait une moindre maîtrise de la gestion de ces risques. Par exemple, en 2012, une vague de commercialisation de prêts immobiliers remboursables en euros, mais indexés sur une devise, a fait la preuve de la nécessité de protéger les consommateurs contre ces risques. Elle fait l'objet de poursuites pénales, depuis le mois de mars 2014 .
Le droit de la distribution bancaire vise, en grande part, à renforcer la protection des consommateurs de services bancaires.
Globalement, outre les conditions du droit de commercialiser les opérations bancaires, trois principales phases sont à distinguer :
- avant le contrat : c'est le temps de l'information pré-contractuelle, voire, du conseil, assurant la présentation des risques des produits, mais également celui de l'analyse de la solvabilité du demandeur (dans une optique de protection et de lutte contre le surendettement), de collecte et de validation des données (y compris de l'identité, dans une optique désormais élargie de lutte contre le blanchiment). Par exemple, l'information sur le taux effectif global d'un crédit (ou TEG) revêt une grande importance [6].
- à la signature du contrat : c'est un temps de formalisme, donc, de procédures (réflexion, délais, ordonnancement des étapes, enregistrements) ;
- après le contrat et durant son exécution : si la phase d'exécution proprement dite est confiée à l'établissement de crédit, producteur de l'opération, ce temps doit néanmoins permettre de revenir en arrière (délai de rétractation) ou de manifester un mécontentement (processus de réclamation et/ou de médiation).

La condamnation d'une banque régionale, en 2014, pour défaut de conseil à l'occasion de la vente des titres de son propre groupe bancaire, montre que l'obligation de conseil en matière de vente bancaire, peut prendre des formes diverses.

## Obligations de distribution bancaire
Les obligations incombant aux distributeurs bancaires sont souvent centrées sur la question de l'obligation de conseil. Objet de débats permanents, la question de l'obligation de conseil dans la commercialisation des opérations bancaires, notamment, des crédits, est devenue essentielle, du point de vue de la protection des consommateurs.
En droit positif, cette obligation existe depuis le 21 mars 2016 (ordonnance 2016-351 du 25 mars 2016) pour les crédits vendus dans les agences bancaires, mais seulement sur option de la banque. En matière de crédits, sont principalement dues des obligations d'information (explications) et de mise en garde (alerte face à une intention de souscrire le produit). Leurs régimes et conditions d'application sont différents de l'obligation de conseil.

### Avant le 21 mars 2016
Compte tenu de la création récente de l'obligation de mise en garde (2007), la doctrine, comme la jurisprudence, ont tardé à définir la méthode de calcul du préjudice et de son indemnité réparatrice.
Plusieurs solutions se dessinent, de ce point de vue. 
La théorie de la perte de chance, conduit à écarter une indemnité égale au montant du prêt, pour la fixer à un pourcentage de celui-ci, de l'ordre de 5 % à 10 %. Une telle méthode n'exclut pas, au cas par cas, une indemnité plus importante, conditionnée, par exemple, à la démonstration précise du préjudice causé par la violation de l'obligation de mise en garde.

### Après le 21 mars 2016
La transposition de la Directive 2014/17/UE du 4 février 2014 a pour effet de créer un cadre général des crédits aux particuliers, d'une part, et de généraliser les obligations de distribution bancaire à tous les distributeurs, intermédiaires ou vendeurs directs des banques, d'autre part.
Le code monétaire et financier a introduit, depuis 2013, une obligation de conseil pour les courtiers en crédits (Iobsp relevant de la catégorie 1 de l'article R. 519-4 de ce code). Cette obligation de conseil spécifique aux courtiers en crédits (articles R. 519-28 et R. 519-29 du code monétaire et financier) favorise les clients emprunteurs qui s'adressent à ces courtiers. 
Cette obligation de conseil des courtiers en crédits se superpose aux obligations d'information et de mise en garde, dues par les intermédiaires comme par les établissements de crédit.
À terme, l'ajout récent de l'obligation de conseil en crédit des courtiers-iobsp pourrait remettre en cause l'obligation des prêteurs, limitée à la mise en garde : la mise en garde pourrait disparaître, pour se voir remplacée par une obligation de conseil, ce qui harmoniserait ainsi la protection des emprunteurs, quel que soit le canal de souscription choisi pour le crédit. Ce débat s'amplifie, en 2015.
En revanche, le non-respect de ces obligations peut conduire à engager la responsabilité pour faute du banquier. L'engagement de cette responsabilité n'a pas été chose aisée puisque le banquier n'est pas tenu de s'immiscer dans la gestion des affaires de son client. Or les crédits bancaires peuvent créer des « situations dommageables[1] » pour les tiers. À titre illustratif, ce crédit peut favoriser le développement d'entreprise dont la situation est irrémédiablement compromise, ou soit octroyer un crédit excessif au client qui pourra lui être non bénéfique mais «ruineux[1] ».
Dans quel cas peut-on retenir la responsabilité pour faute du banquier?

#### La caractérisation de la faute par la jurisprudence
Pour la jurisprudence, elle énumère les domaines dans lesquels cette responsabilité peut être engagée. Mais la loi a limité cette responsabilité.
Premièrement, la banque qui finance une entreprise doit connaitre son client sans se livrer à une enquête policière[1]. C'est l'exemple des entreprises sans fonds propre, qui n'ont aucune chance de se développer.
Ainsi lorsque la banque finance une entreprise qui ne peut se développer alors sa responsabilité est engagée. C'est ce que la chambre commerciale avait retenu en 2007 dans l'affaire BNP Paribas contre Roche[2].
Par la suite la chambre civile a estimé que la prise de risque de financer une entreprise est légitime, si l'on peut éviter l'échec[3]. Dans tous les cas, le juge ne retient la responsabilité de la banque que  si celle-ci connait la situation de trésorerie de l'entreprise à laquelle elle octroie le crédit surtout lorsque cette trésorerie ne permet pas à l'entreprise de supporter les charges du crédit [4].

#### La restriction législative de la responsabilité du banquier
On note une dérogation de la loi sur la sauvegarde des entreprises lorsqu'on ouvre une procédure collective. On voit donc la responsabilité délictuelle du banquier être rétrécie par la loi du 26 juillet 2005. Cette loi remet en cause la construction jurisprudentielle fondée sur les articles 1382 et 1383 du code civil. Ce texte introduit dans le code de commerce un article 650-1[5]de portée générale. Selon cet article:''les créanciers ne peuvent pas être tenus pour responsable des préjudices subis  du fait des concours consentis, sauf en cas de fraude, d'immixtion  caractérisée dans la gestion du débiteur ou si les garanties prises en contrepartie de concours sont disproportionnés à ceux-ci. Pour le cas où la responsabilité d'un créancier est reconnue, les garanties prises en contrepartie de ses concours''. Mais l'ordonnance du 18 décembre 2008[6] a apporté deux modifications. Dans sa rédaction nouvelle, le début de l'article précise que l’exonération de la responsabilité du dispensateur n'est accordée qu'en cas d'ouverture d'une procédure collective : ''...lorsqu'une procédure de sauvegarde, de redressement judiciaire ou de liquidation judiciaire est ouverte, les créanciers ne peuvent pas être tenus pour responsables...''
La seconde modification a plus de sens, elle précise à la fin de l'article : ''Pour les cas où la responsabilité d'un créancier set reconnue, les garanties prises en contrepartie de ses concours peuvent être annulées ou réduites par le juge''. Ainsi, l'article 650-1 vise en général les créanciers et en particulièrement son but était d'encourager les concours bancaires aux entreprises soumis à une procédure judiciaire de traitement de difficultés et surtout celles dont les situations sont compromises mais qui n'ont pas encore donné lieu à une intervention du juge. On constate alors une dérogation aux principes généraux de la  responsabilité civile.
La loi du 26 juillet 2005 ne retient la responsabilité du banquier du fait des concours consentis  que dans trois cas : la fraude, l'immixtion dans la gestion du débiteur ou si les garanties prises en contrepartie de ces concours sont disproportionnées. En effet, la notion de la fraude est difficile à définir, il revient donc à la jurisprudence d'en donner un véritable sens.
Ainsi, en 2012 la cour de cassation[7] a défini que la fraude visée par l'article 650-1 ne se démarque pas de la fraude pénale qu' : '' il s'agit d'un acte qui a été réalisé en utilisant les moyens déloyaux destinés à surprendre un consentement, à obtenir un avantage matériel ou moral indu ou réalisé avec l'intention d'échapper à l'application d'une loi impérative''. Par conséquent, le  fait pour une banque de ne pas clore le compte d'une société en difficulté, malgré une lettre de dénonciation et la négociation d'une convention d'amortissement du solde du débiteur ne relève pas de la fraude, qu'il s’agisse d'une fraude à la loi ou d'une fraude aux droits des tiers.
Traditionnellement, le banquier n'est pas responsable de ses clients, car il n'a à leur égard aucun devoir de surveillance. Bien au contraire le principe de non-ingérence lui interdit de contrôler la régularité et la licéité des opérations[8]. Ce principe est réfuté de nos jours par la nécessite de lutter contre les trafics et agissements ''mafieux''. La loi impose désormais au banquier une vigilance particulière face aux opérations complexes, anormales ou portant sur des montants importants. C'est dont une limite au secret bancaire instituée par la loi du 12 juillet 1990. il doit le signaler le cas échéant  au service TRACFIN, qui dépend du ministère de l'économie.

## Autres sources et notes
- Décret n° 2012-101 du 26 janvier 2012 relatif aux intermédiaires en opérations de banque et en services de paiements
- ACP - La fonction de Conformité bancaire
- Article sur le devoir de conseil du Courtier en crédits
- Livre : l'exploitant de banque et le droit
- Article : Droit de la distribution bancaire, une approche pédagogique